# Pál Szekeres
Pál Szekeres, född den 22 september 1964 i Budapest, Ungern,) är en ungersk fäktare. är en ungersk fäktare som tog OS-brons i herrarnas lagtävling i florett i samband med de olympiska fäktningstävlingarna 1988 i Seoul.
Mest känd är Szekeres kanske för att vara den första personen som tog medalj i både olympiska och paralympiska spelen.
Szekeres representerade Ungern vid Olympiska sommarspelen 1988 i Seoul och vann en bronsmedalj i lagtävlingen i florett.
1991 skadades han i en bussolycka och använder sedan dess rullstol. Han började sedan med rullstolsfäktning. Szekeres har beskrivits som "den mest framgångsrika paraidrottaren i Ungern", Han fick en guldmedalj i florett vid Paralympiska spelen 1992 i Barcelona, två guld vid Paralympiska sommarspelen 1996 i Atlanta, ett brons 2000, 2004 och 2008. Utanför de paralympiska spelen deltog Szekeres i världsmästerskapet i rullstolsfäktning 2006 och vann en bronsmedalj i den individuella tävlingen i sabel. Han har också varit europeisk mästare, och har bland annat vunnit guld i den individuella tävlingen i sabel vid europamästerskapet 2007. 2008 rankades han som trea i världen.

## Karriär inom regeringen och administrationen m
Från 1999 till 2005 var Szekeres biträdande statssekreterare inom ministeriet för barn, ungdom och sport. 
Han var också ministerkommissionär och Senior Programme Officer i ett regeringsprogram för att ge "lika möjligheter genom idrott för människor med funktionsnedsättning". Från 1996 till 2000 var han medlem i styrelsen för International Wheelchair Fencing Committee. Från 2001 till 2005 var han ledamot i den europeiska paralympiska kommittén och arbetade inom administrationen. År 2005 blev han ordförande för det ungerska idrottsförbundet för funktionshindrade. Från och med 2005 var Szekeres medlem i den verkställande kommittén för den nationella paralympiska kommittén i Ungern och deltog i organisationen av den internationella paralympiska sportfilmfestivalen.
Szekeres har en universitetsexamen i Idrott och hälsa och har också en examen i marknadskommunikation.